# Züri-Metzgete
Züri-Metzgete (tysk: Meisterschaft von Zürich, dansk: Zürichmesterskabet) er et klassisk cykelløb som arrangeres årligt i Zürich, Schweiz. Züri-Metzgete var en del af UCI World Cup (1989-2004) og er nu en del af UCI ProTour.
Løbet har start og mål i Zürich. I en periode var mål på Oerlikon velodromen i Zürich, men dette er dog ikke længere tilfældet. Totalt har løbet en længde på 241 km med stigninger på over 3000 meter. Mellem 1993 og 1999 gik løbet fra Basel til Zürich og var kendt som Grand Prix Suisse.
2007-udgaven måtte aflyses på grund af sponsormangel.

## Vindere
| År                                            | Vinder                | Toer                       | Treer                  |        |
| --------------------------------------------- | --------------------- | -------------------------- | ---------------------- | ------ |
| 1914                                          | Henri Rheinwald       | Otto Wiedmer               | Robert Chopard         |        |
| 1915-1916 ikke arrangeret pga. 1. verdenskrig |                       |                            |                        |        |
| 1915                                          | aflyst                | aflyst                     | aflyst                 | aflyst |
| 1916                                          | aflyst                | aflyst                     | aflyst                 | aflyst |
| 1917                                          | Charles Martinet      | Joseph Zorloni             | Pasquale Valentini     |        |
| 1918                                          | Anton Sieger          | Jakob Sieger               | Heinrich Wegmann       |        |
| 1919                                          | Heiri Suter           | Emil Strasser              | Hans Lienhard          |        |
| 1920                                          | Heiri Suter           | Joseph Zorloni             | Francois Francescone   |        |
| 1921                                          | Riccardo Maffeo       | Aldo Bani                  | Alfred Dätwiler        |        |
| 1922                                          | Heiri Suter           | Hermann Gehrig             | Louis Krauss           |        |
| 1923                                          | Adolf Huschke         | Heiri Suter                | Kastor Notter          |        |
| 1924                                          | Heiri Suter           | Kastor Notter              | Max Suter              |        |
| 1925                                          | Hans Kaspar           | Henri Reymond              | Marcel Perrière        |        |
| 1926                                          | Albert Blattmann      | Otto Lehner                | Oskar Tietz            |        |
| 1927                                          | Kastor Notter         | Oskar Tietz                | Felix Manthey          |        |
| 1928                                          | Heiri Suter           | Albert Meyer               | Henri Reymond          |        |
| 1929                                          | Heiri Suter           | Ludwig Geyer               | Jozef Zind             |        |
| 1930                                          | Omer Taverne          | Désiré Louesse             | Max Bulla              |        |
| 1931                                          | Max Bulla             | Karl Altenburger           | Albert Büchi           |        |
| 1932                                          | August Erne           | Alfred Bula                | Karl Altenburger       |        |
| 1933                                          | Walter Blattmann      | Alfred Bula                | Willy Kutschbach       |        |
| 1934                                          | Paul Egli             | August Erne                | Alfred Bula            |        |
| 1935                                          | Paul Egli             | Leo Amberg                 | Walter Blattmann       |        |
| 1936                                          | Werner Buchwalder     | Jean Wauters               | August Erne            |        |
| 1937                                          | Leo Amberg            | Edgar Buchwalder           | Werner Buchwalder      |        |
| 1938                                          | Hans Martin           | Walter Blattmann           | Paul Egli              |        |
| 1939                                          | Karl Litschi          | Werner Buchwalder          | Walter Gross           |        |
| 1940                                          | Robert Zimmermann     | Walter Diggelmann          | Rudolf Breitenmoser    |        |
| 1941                                          | Walter Diggelmann     | Hans Maag                  | Paul Egli              |        |
| 1942                                          | Paul Egli             | Walter Diggelmann          | Hans Knecht            |        |
| 1943                                          | Ferdinand Kübler      | Kurt Zaugg                 | Walter Diggelmann      |        |
| 1944                                          | Ernst Näf             | Ernst Kuhn                 | Hans Knecht            |        |
| 1945                                          | Leo Weilenmann        | Hans Maag                  | Ernst Näf              |        |
| 1946                                          | Gino Bartali          | Fausto Coppi               | Hans Bolliger          |        |
| 1947                                          | Charles Guyot         | Renzo Zanazzi              | Ferdinand Kübler       |        |
| 1948                                          | Gino Bartali          | Ernst Stettler             | Hans Schütz            |        |
| 1949                                          | Fritz Schär           | Camille Danguillaume       | Gottfried Weilenmann   |        |
| 1950                                          | Fritz Schär           | Ferdinand Kübler           | Désiré Keteleer        |        |
| 1951                                          | Jean Brun             | Fritz Schär                | Hans Sommer            |        |
| 1952                                          | Hugo Koblet           | Carlo Clerici              | Fritz Schär            |        |
| 1953                                          | Eugen Kamber          | Armando Para               | Carlo Clerici          |        |
| 1954                                          | Hugo Koblet           | Eugen Kamber               | Jean Brun              |        |
| 1955                                          | Max Schellenberg      | Carlo Lafranchi            | Roland Callebout       |        |
| 1956                                          | Carlo Clerici         | Giuseppe Cainero           | Heinz Graf             |        |
| 1957                                          | Hennes Junkermann     | Riccardo Filippi           | Ludo van der Elst      |        |
| 1958                                          | Giuseppe Cainero      | Hennes Junkermann          | Heinz Graf             |        |
| 1959                                          | Angelo Conterno       | Heinz Graf                 | Otto Altweck           |        |
| 1960                                          | Fredy Rüegg           | Alcide Vaucher             | Arrigo Padovan         |        |
| 1961                                          | Rolf Maurer           | Heinz Graf                 | André Noyelle          |        |
| 1962                                          | Jan Janssen           | Marcel Ongenae             | Raf Gijsel             |        |
| 1963                                          | Franco Balmamion      | Angelo Conterno            | Vendramino Bariviera   |        |
| 1964                                          | Guido Reybrouck       | Gastone Nencini            | Robert Hintermüller    |        |
| 1965                                          | Franco Bitossi        | Roland Zöffel              | Jan Hugens             |        |
| 1966                                          | Italo Zilioli         | Luciano Armani             | Francis Blanc          |        |
| 1967                                          | Robert Hagmann        | Paul Zollinger             | Louis Pfenninger       |        |
| 1968                                          | Franco Bitossi        | Valere Van Sweevelt        | Marino Basso           |        |
| 1969                                          | Roger Swerts          | Eddy Beugels               | Roger De Vlaeminck     |        |
| 1970                                          | Walter Godefroot      | Frans Mintjens             | André Dierickx         |        |
| 1971                                          | Herman Vanspringel    | Romano Tumellero           | Roland Berland         |        |
| 1972                                          | Willy Van Neste       | Victor Van Schil           | André Poppe            |        |
| 1973                                          | André Dierickx        | Hennie Kuiper              | Lucien De Brauwere     |        |
| 1974                                          | Walter Godefroot      | Gustaaf Van Roosbroeck     | Frans Verbeeck         |        |
| 1975                                          | Roger De Vlaeminck    | Eddy Merckx                | Francesco Moser        |        |
| 1976                                          | Freddy Maertens       | Roger De Vlaeminck         | Walter Godefroot       |        |
| 1977                                          | Francesco Moser       | Ronny De Witte             | Walter Godefroot       |        |
| 1978                                          | Dietrich Thurau       | Francesco Moser            | Gustaaf Van Roosbroeck |        |
| 1979                                          | Giuseppe Saronni      | Francesco Moser            | Marc Demeyer           |        |
| 1980                                          | Géry Verlinden        | Jean-Philippe Vandenbrande | Stefan Mutter          |        |
| 1981                                          | Beat Breu             | Henry Rinklin              | Daniel Willems         |        |
| 1982                                          | Adrie van der Poel    | Hubert Seiz                | Tommy Prim             |        |
| 1983                                          | Johan van der Velde   | Gilbert Glaus              | Frits Pirard           |        |
| 1984                                          | Phil Anderson         | Hubert Seiz                | Pierino Gavazzi        |        |
| 1985                                          | Ludo Peeters          | Mario Beccia               | Steve Bauer            |        |
| 1986                                          | Acácio da Silva       | Steve Bauer                | Adrie van der Poel     |        |
| 1987                                          | Rolf Gölz             | Raúl Alcalá                | Camillo Passera        |        |
| 1988                                          | Steven Rooks          | Rolf Sørensen              | Tony Rominger          |        |
| 1989                                          | Steve Bauer           | Acácio da Silva            | Rolf Gölz              |        |
| 1990                                          | Charly Mottet         | Greg LeMond                | Claudio Chiappucci     |        |
| 1991                                          | Johan Museeuw         | Laurent Jalabert           | Max Sciandri           |        |
| 1992                                          | Vjatjeslav Jekimov    | Lance Armstrong            | Jan Nevens             |        |
| 1993                                          | Maurizio Fondriest    | Charly Mottet              | Bruno Cenghialta       |        |
| 1994                                          | Gianluca Bortolami    | Johan Museeuw              | Maurizio Fondriest     |        |
| 1995                                          | Johan Museeuw         | Gianni Bugno               | Giorgio Furlan         |        |
| 1996                                          | Andrea Ferrigato      | Michele Bartoli            | Johan Museeuw          |        |
| 1997                                          | Davide Rebellin       | Jan Ullrich                | Rolf Sørensen          |        |
| 1998                                          | Michele Bartoli       | Frank Vandenbroucke        | Salvatore Commesso     |        |
| 1999                                          | Grzegorz Gwiazdowski  | Sergio Barbero             | Andrei Tchmil          |        |
| 2000                                          | Laurent Dufaux        | Jan Ullrich                | Francesco Casagrande   |        |
| 2001                                          | Paolo Bettini         | Jan Ullrich                | Fernando Escartín      |        |
| 2002                                          | Dario Frigo           | Paolo Bettini              | Lance Armstrong        |        |
| 2003                                          | Daniele Nardello      | Jan Ullrich                | Paolo Bettini          |        |
| 2004                                          | Juan Antonio Flecha   | Paolo Bettini              | Jérôme Pineau          |        |
| 2007 aflyst for amatører                      |                       |                            |                        |        |
| 2005                                          | Paolo Bettini         | Fränk Schleck              | Lorenzo Bernucci       |        |
| 2006                                          | Samuel Sánchez        | Stuart O'Grady             | Davide Rebellin        |        |
| 2007                                          | aflyst                | aflyst                     | aflyst                 | aflyst |
| 2008                                          | Nico Keinath          | Michael Randin             | Matthias Brändle       |        |
| 2009                                          | Stefan Trafelet       | Pirmin Lang                | Steve Bovay            |        |
| 2010                                          | Pirmin Lang           | Sven Schelling             | Christian Heule        |        |
| 2011                                          | Bernhard Oberholzer   | Dominik Fuchs              | Pirmin Lang            |        |
| 2012                                          | Sébastien Reichenbach | Jonathan Fumeaux           | Michael Bär            |        |
| 2013                                          | Raul Costa Seibeb     | Mirco Saggiorato           | Dominik Fuchs          |        |
| 2014                                          | Fabian Lienhard       | Nico Brüngger              | Lukas Spengler         |        |

## Eksterne links
- Officielle hjemmeside